# Obra anónima
Una obra anónima, como concepto regulado en los derechos de autor, es una obra creativa sin atribución de autoría, es decir, que su autor no está identificado por su nombre. Los dos supuestos recogidos en esta definición incluyen a:
- obras cuya autoría se ignora por completo (normalmente se da en objetos con cierta antigüedad), que se conocen muchas veces como obras de autoría desconocida, y
- obras cuyo autor ha optado por mantenerse en el anonimato, siendo una decisión tomada a conciencia, donde se suelen emplear expresiones como anonimato literario o anonimato artístico.[2][3]

A veces, estos dos supuestos se encuentran regulados en partes distintas de la correspondiente normativa, y en algunos casos la locución «obra anónima» solo se reserva para la segunda acepción (anonimato voluntario), empleando la terminología de «obra de autoría desconocida» en el caso de la primera. Si bien, en la mayoría de legislaciones comparten el mismo criterio, siendo este también el caso del Convenio de Berna para la Protección de las Obras Literarias y Artísticas.
El conjunto de obras anónimas en el mundo de las artes recibe a veces el nombre de arte anónimo. Cuando el autor elige mantener su identidad verdadera en el anonimato, pero se identifica con un seudónimo, se suele aplicar el término obra seudónima.

## Aplicación
En la actualidad, entre las artes que suelen tener más obras en esta condición destaca en primer lugar la fotografía (existen muchas imágenes e impresiones fotográficas cuya autoría se desconoce), luego las obras pictóricas y escultóricas y, finalmente, las obras literarias (libros, manuscritos, poemas, obras de teatro, etc.). También existen obras musicales (composiciones y partituras) cuya autoría no se ha atribuido oficialmente a una persona particular.
A veces no existe una atribución de autoría oficial, si bien se conoce —o se cree conocer— el autor original de la obra (estos casos pueden tener especial consideración o regulación según el país en que se aplica). Existen también obras cuya autoría está disputada entre varias personas (bien contemporáneas bien históricas), en cuyo caso se aplican normas específicas. En otros casos, la autoría puede estar en duda, sin comprobar o por determinar.
En el caso de obras arquitectónicas, la autoría es a veces una cuestión de interpretación. A lo largo de los años se ha considerado como autores de obras de construcción a los arquitectos, diseñadores, ingenieros civiles, jefes de obras y hasta las personas que han mandado construir la obra (a la que muchas veces dan nombre). En la mayoría de casos, sobre todo los más antiguos, se suele conocer a una estructura por uno o más de sus protagonistas. Por lo tanto, el concepteo de obra arquitectónica anónima es en ocasiones ambiguo, si bien existen algunas construcciones que se incluyen en este término. A su vez, en las obras modernas se suele considerar al arquitecto como el autor material, y al diseñador de interiores, ya sea persona física o jurídica, como el autor de los espacios internos; por lo que existen pocos casos contemporáneos de esta índole.

#### En los medios digitales
En las últimas décadas, en el campo de las artes digitales, el concepto de obra anónima ha cobrado una nueva dimensión. Es casi imposible que no se conozca la autoría de una obra digital debido al acceso a la información, su almacenaje en medios electrónicos y el acceso a la red global. Aunque persisten las disputas de autoría, en lo que al anonimato se refiere, este se circunscribe en la mayoría de casos al anonimato voluntario, como puede ocurrir de tratarse de creaciones en ámbitos desde la crítica hasta la ilegalidad. Las leyes que lo regulan muchas veces se recogen en la normativa en materia de los medios digitales, que suele tener aplicaciones propias para los derechos de autor.

### Anonimato voluntario
El anonimato voluntario en obras clásicas o antiguas raramente existe; incluso en casos que lo pudiera haber (por ejemplo, con motivo de ocultar la autoría de una obra crítica con un régimen autoritario por miedo a represalias), en la mayoría de estos casos es difícil constatar con toda certeza el motivo del anonimato al no darse a conocer el autor. Si bien, existen casos documentados también en obras antiguas de personas que nunca llegaron a reconocer su autoría (a conciencia), pero se sabe o se les considera creadores de la obra. En otros casos, en lugar de esconderse tras el anonimato (ya fuera por deseo de reconocimiento o por considerar que el anonimato no les iba a beneficiar o salvar de posibles acciones retaliativas), algunos autores a lo largo de la historia han manado publicar sus obras después de su fallecimiento (obra póstuma).
En muchas legislaciones, el anonimato voluntario puede no corresponder necesariamente a la condición de obra anónima, sobre todo cuando se publica bajo un seudónimo. Es decir, que aunque la identidad real del autor queda ocultada, al identificarse con un nombre alternativo, la obra en sí no se considera anónima pero sí lo es la condición del autor. Por eso se suele abordar el anonimato y el uso de un seudónimo en la misma disposición del texto legal.

### Diferencia de una obra huérfana
Muchas veces, el concepto de obra anónima es confundido con el de obra huérfana. Aunque comparten ciertas similitudes y se suelen abordar en el mismo texto legal, la mayor diferencia entre ambos términos radica en que en el caso de una obra huérfana, la autoría puede ser conocida pero no se puede contactar con el autor, sus herederos o sus representante legales, por lo que no se le puede aplicar las normas que requieren el consentimiento del autor o su representante para ciertas acciones. En otras palabras, el término «huérfano» se aplica más bien a los derechos de autor (o sea, huérfano de derechos, no de autoría). Cuando se trata de una obra de autoría desconocida, se suele decir que todas las obras anónimas son obras huérfanas (pues no se puede contactar con el autor al ignorar su identidad, y, por tanto, también la de los que podrían ser considerados sus herederos), pero no todas las obras huérfanas son anónimas (pueden ser, por ejemplo, creaciones de un autor conocido, quien falleció sin que se conozca si había traspasado a otros los derechos de autor).
A su vez, cuando se trata de un anonimato voluntario, es posible que la obra no sea huérfana, ya que el autor haya podido conceder sus derechos a otras personas o entidades. Una obra con derechos de autor vigentes en posesión de una persona o entidad conocida, aunque se mantenga el anonimato de su autoría, no se considera huérfana (pero sí anónima). Cabe mencionar que en algunos casos, esto puede aplicarse, según la legislación que se aplica, a obras de autoría desconocida, pero con un representante legal asignado por ley (como el caso de los editores en algunas legislaciones).

### Diferencia de una obra inédita
También se debe diferenciar la obra anónima de una obra inédita —a veces llamada simplemente «obra no publicada»—, que es aquella que no se haya hecho accesible al público en el sentido jurídico del concepto, habiendo sido o no publicada de otra manera. Es decir, que si una obra no se considera por ley publicada o «dada a conocer al público», tampoco puede considerarse obra anónima, y son otras las disposiciones de la ley las que regulan su situación legal. Una obra anónima, por lo contrario, ha de ser publicada (y reconocida como tal) para recibir esta definición.

## Normativa
Dado que no se conoce la identidad del autor de una obra anónima, las normas que determinan la duración de la protección de los derechos de autor suelen estar vinculadas a la fecha de la primera publicación, en lugar de la fecha de la muerte del autor (post mortem auctoris), lo cual suele ser la disposición habitual. En términos generales, el objetivo de estas normas es proporcionar seguridad jurídica a los usuarios de este tipo de obras sin arriesgarse por una posible infracción de derechos de autor.
Con respecto a la propiedad intelectual, por norma general:
- Cuando se trata de una obra de autoría desconocida, es la primera persona, física o jurídica, que saca a la luz pública la obra quien se ve beneficiada.[12][13]
- A su vez, en el caso del anonimato voluntario (con o sin el uso de seudónimo), la beneficiada suele ser la persona física o jurídica que ejerce los derechos de publicación, este caso con el consentimiento del autor material, mientras este no revele su identidad.[14]

En algunas legislaciones se hace una clara distinción (también a nivel de los derechos reconocidos) entre el anonimato completo —voluntario o no— y el uso de un seudónimo (como el nombre de pluma en obras literarias). En tales circunstancias, estas obras no se consideran anónimas bajo las interpretaciones más estrictas de la ley, debido al modo en el que funcionan los registros de propiedad intelectual. En otras palabras, el anonimato del autor puede mantenerse, pero la obra en sí no se considera creación anónima.
A pesar del continuo desarrollo de las normativas en esta materia, todavía suelen persistir las incertidumbres jurídicas resueltas por medio de nuevas jurisprudencias.

### Legislación internacional
Según el glosario de la Organización Mundial de la Propiedad Intelectual (OMPI), con «obra anónima» se entiende generalmente una obra divulgada sin indicar el nombre o seudónimo de su autor. La protección de una obra anónima se rige por normas especiales en lo que respecta a la duración y aplicación del derecho de autor sobre ella. Si bien, «si el autor de una obra anónima divulga al público su identidad, en todas las utilizaciones subsiguientes de su obra habrán de aplicarse las normas generales de paternidad de la obra y protección de derecho de autor».
Conforme lo postulado en el citado Convenio de Berna, todas las obras creativas recientes bajo jurisdicción de las leyes locales (con recientes se refiere a posteriores a la entrada en vigor de dichas leyes) quedan automáticamente sujetas a la protección de los derechos de autor, incluso si se publican sin información sobre el autor o bajo un seudónimo a propósito.
El artículo 7.3 del Convenio de Berna establece que, en el caso de obras anónimas o seudónimas, el plazo de protección concedido será de 50 años después de la puesta de la obra a disposición o conocimiento del público. Sin embargo, cuando el seudónimo adoptado por el autor no deje ninguna duda sobre su identidad, el plazo de protección será el habitual (durante toda su vida, y hasta 50 años después de su fallecimiento, salvo si haya transferido los derechos a otra persona o entidad). Lo mismo es aplicable si el autor de una obra anónima o seudónima revela su identidad (probatoriamente) durante el período mencionado; en ese instante se dejará de aplicar a la obra la condición de creación anónima, y al autor le serán restaurados las demás disposiciones relativas a la propiedad intelectual, como si nunca hubiera publicado su trabajo de forma anónima.
En casos en que la identidad del autor sea del todo desconocida, se aplicará el plazo de 50 años a partir de un momento en que se considere razonable presumir que el autor había fallecido (mucho más fácil en obras con cierta antigüedad). Las disposiciones del convenio sirven a los países signatarios como condiciones de entrada, a partir de las cuales pueden emplear normas más restrictivas pero no más flexibles. El convenio no entra en cuestiones posteriores al plazo de protección fijado, como el supuesto de que la identidad del autor se revelara después de que este haya finalizado, dejándolo a la discreción de la legislación de cada país. Hasta el momento, la jurisprudencia de muchos países aún no recoge las consecuencias de esta contingencia.
Cuando se trata de una obra anónima o de un autor cuyo seudónimo no arroja luz a su identidad, el Convenio de Berna establece una presunción a favor del editor de la obra, sin necesidad de pruebas adicionales. En este caso, la obra sigue considerándose anónima, si bien el editor está legitimado para defender y hacer valer los derechos de autor (por lo que no se considera obra huérfana). De nuevo, esta disposición queda suspendida si el autor decide en cualquier momento revelar su identidad, justificando su calidad como tal (siempre que no haya transferido legalmente los derechos de autor a otra persona, fuera su editor u otra, en cuyo caso se aplicarán las correspondientes disposiciones del derecho contractual).

### Registro de marcas en obras anónimas y seudónimas
Cuando el anonimato artístico es representado por medio de una marca propia del autor, las reglas que se aplican quedan muchas veces en el terreno de la ambigüedad. Al tratarse de dos normativas distintas —la de derechos de autor y la de derecho de marcas—, a veces contradictorias en la aplicación de algunas de sus disposiciones, se han dado casos que han llevado a litigios, pero que no han logrado asentar una política unificada en este respecto. El uso de marcas está muchas veces regulado únicamente en el derecho de la propiedad industrial, y este no siempre coincide completamente con el de la propiedad intelectual.

#### Jurisprudencia: el caso Banksy
Banksy es el seudónimo de un conocido artista callejero británico, famoso por ser uno de los artistas contemporáneos más celosos de su anonimato (si bien se han dado varias pistas, algunas muy coherentes, sobre su posible identidad). Se ha dedicado entre otros a obras con contexto conflictivo o vengativo, al que propició su propia marca. Saltó a las noticias mundiales por su intento de hacer uso de su marca en una de sus obras ya usadas por entidades comerciales al estar en dominio público, a pesar de haberlo renunciado con anterioridad. Aquello se fraguó en uno de los litigios más emblemáticos en esta materia.
Se trata de la obra callejera Flower Thrower (El lanzador de flores), sobre la que en 2014 una empresa que representa al autor formuló una solicitud de registro de marca. Esta le fue concedida en un principio, si bien tras una apelación realizada por varias empresas de productos de consumo, juegos, textiles y materiales artísticos, la Oficina de Propiedad Intelectual de la Unión Europea (EUIPO) canceló el registro de la marca (sentencia n.º 12 575 155), alegando mala fe por parte del autor a la hora de cursar la solicitud, con la intención de sacarle rédito comercial a productos que usaban la imagen de la obra. La incorporación de la marca, según la EUIPO, pudo causar perjuicios económicos a las entidades demandantes. Se ha recogido en la sentencia el hecho de que el uso anterior de la marca en obras del autor se había hecho sin intención comercial ninguna, por lo que su incorporación en este caso podría ser interpretada como mala fe.
La demanda y la sentencia, cabe destacar, no hacen alusión a los derechos de autor, sino al registro de la marca. Se dejó sin deliberar (pues no estaba previsto en el litigio) una posible reclamación por parte de Banksy de los derechos relacionados a su autoría e incluso el inicio de acciones legales sobre el uso sin consentimiento de su obra, aunque sin poder usar la imagen de su marca en los productos para los cuales fue rechazada. A día de hoy, el británico no ha procedido a tales acciones, y la obra en cuestión no ha sido objeto de posteriores acciones legales. Si bien ha quedado patente que la protección de una marca anónima o seudónima queda sin estar regulada del todo y abierta a interpretaciones.

### Copia anónima
El concepto de copia anónima es algo complejo, y puede abarcar varios significados sujetos a una parte distinta de la legislación sobre derechos de autor. En el ámbito artístico, una copia es una obra propia sujeta a reglas específicas de la propiedad intelectual, y puede abarcar un amplio abanico de aspectos, desde copias exactas producidas con fines legítimos (es decir, no tratándose de trabajos de falsificación), copias elaboradas a partir de una base de la obra original pero con modificaciones, copias en miniatura, copias realizadas sobre material distinto al de la obra original, etc. Existen copias sujetas a derechos de autor propios y desvinculados de la obra original (por ejemplo de obras anónimas o cuyos derechos de autor se han dejado de aplicar por renuncia, plazo transcurrido u otra circunstancia), y otras cuyos derechos se derivan del trabajo original. Cuando se desconoce la identidad del autor de la copia, pasa a tratarse de lo que algunas legislaciones definen como copia anónima. Estas pueden darse en trabajos literarios, obras pictóricas o escultóricas y hasta en fotografías. En el caso de producciones en miniatura de obras arquitectónicas, máquinas, y similares, suelen considerarse obras propias y no copias (véase modelismo).
Existen trabajos literarios o académicos que contienen múltiples copias de textos, reunidas en ensayos o compendios; en muchos casos, estas pueden ser anónimas. Un ejemplo son algunos de los manuscritos recogidos por el historiador mexicano Lucas Alamán en su libro Historia de Méjico, algunos de los cuales son copias realizadas por él mismo, si bien en su mayoría se las había encomendado a copistas anónimos. A su vez, en el ámbito de la pintura y la escultura, muchas copias son recreaciones de obras perdidas de autores conocidos, en sí realizadas por personas cuya identidad se ignora. Un ejemplo es la copia hecha por un autor anónimo del óleo Dormición de la Virgen de Ercole Ferrarese. El cuadro original fue realizado en 1478 para la catedral de San Pedro en Bolonia, mientras que la copia es una recreación de ca. 1610, posterior a la pérdida del original (destruido dentro la capilla de la catedral junto a otras obras de su tiempo).
Las copias anónimas pueden servir también con fines intencionales. En algunos procesos de evaluación de manuscritos, por ejemplo, el anonimato es necesario para que quienes se encargan de la valoración no se vean influenciados por el nombre del autor. En estos casos los derechos de autor son implícitos en la copia, pues la misma se ha producido por el mismo.
Quedan al margen de la definición las copias creadas fuera de un contexto público o comercial (normalmente por profesionales, cuyo nombre no es de relevancia), que suelen conocerse por otros términos, como «copia simple»; en este aspecto pueden emplearse en contextos ajenos al artístico (sin relación con la propiedad intelectual), como es el caso de las copias compulsadas de documentos, hechas por terceros.

### Derecho europeo
Las disposiciones correspondientes a las obras anónimas en el derecho europeo se regulan en la Directiva 93/98/CEE del Consejo Europeo, del 29 de octubre de 1993, relativa a la armonización del plazo de protección del derecho de autor y de determinados derechos afines. En el artículo 1, apartado 3, sobre las medidas adoptadas, se define el plazo de aplicación de los derechos de autor:
En el caso de obras anónimas o seudónimas, el plazo de protección expirará setenta años después de que la obra haya sido lícitamente hecha accesible al público. Sin embargo, cuando el seudónimo adoptado por el autor no deje dudas sobre su identidad, o si el autor revela su identidad durante el período mencionado en la primera frase, el plazo de protección aplicable será el previsto en el apartado 1.
En la mayoría de los países de la Unión Europea, debido a la armonización de los términos de los derechos de autor, una obra anónima goza de 70 años de protección desde el día de su publicación. A partir de ese momento, se considera de dominio público.

#### Alemania
Las normas alemanas con respecto a las obras anónimas fueron de las primeras de su tipo (en el contexto moderno; su versión original data de 1870). Han tenido papel importante en el desarrollo de la normativa en el Convenio de Berna y en el derecho europeo. Como en otros casos, la normativa actual es algo más restrictiva, recogiendo el plazo de 70 años tras su publicación (artículo 66 de la Ley de Propiedad Intelectual, Urheberrechtsgesetz). Ello se debe al plazo de 70 años tras el fallecimiento del autor en las demás obras (artículo 64 de dicha ley). 
Si el autor (cuya autoría está probada) reconoce su obra dentro de los 70 años siguientes a su publicación, se aplica el período de protección estándar de 70 años después de su muerte. Si la obra sigue anónima durante la vida del autor, y tras su muerte se revela su autoría por el sucesor legal o el albacea (si existe un testamento), también podrán aplicarse algunas cláusulas adicionales. Para las obras publicadas sin designación del autor, el artículo 10, apartado 2 de la ley le otorga por omisión al editor de la obra los derechos a la propiedad intelectual, bien sea nombrado por el autor anónimo o sus representantes legales, o bien asignado o reconocido por un tribunal.
Si existe una designación reconocida del autor —ya sea un seudónimo o una marca artística—, la ley reconoce a la persona que utiliza dicha designación como el autor legítimo de la obra, hasta que se prueba lo contrario. En este caso, se aplica un período de protección ceñido a la información conocida sobre dicho autor (artículos 64 y 65 de ley). A diferencia de otras legislaciones, la normativa alemana no considera obra anónima a una obra identificada por un seudónimo o una marca artística.

#### España
La legislación española en esta materia se da en el capítulo I, artículo 6 del Real Decreto Legislativo 1/1996, de 12 de abril, por el que se aprueba el texto refundido de la Ley de Propiedad Intelectual:
Presunción de autoría, obras anónimas o seudónimas.
1. Se presumirá autor, salvo prueba en contrario, a quien aparezca como tal en la obra, mediante su nombre, firma o signo que lo identifique.

2. Cuando la obra se divulgue en forma anónima o bajo seudónimo o signo, el ejercicio de los derechos de propiedad intelectual corresponderá a la persona natural o jurídica que la saque a la luz con el consentimiento del autor, mientras éste no revele su identidad.

#### Reino Unido
El Reino Unido es otro de los países europeos que han restringido todavía más el plazo legal de los derechos de autor, disponiendo que en el caso de un autor desconocido, dicho plazo se establece en 70 años. Si bien, más allá de la disposición general, se establecen fechas concretas y excepciones para casos concretos: Todas las obras, salvo fotografías, creados o publicados anteriormente al 30 de agosto de 1989 se consideran ya en dominio público. Después de esta fecha, si se desconoce la fecha de publicación o su condición pública, los 70 se calculan a partir de la fecha de creación; si a lo largo de este plazo, la obra se publica (por sus representantes legales, reconocidos como tales por ley), los 70 años vuelven a calcularse, esta vez a partir de la fecha de la publicación. Los derechos de autor no pueden hacerse valer una vez terminado el plazo de 70 años, también si se da a conocer el representante legal de la obra. A su vez, en el caso de las fotografías, la fecha a tener en cuenta en este sentido es el 1 de junio de 1957, manteniéndose las demás disposiciones. Existen algunas regulaciones menores que precisan las fechas de caducidad de los derechos de autor en ciertas circunstancias.

### Estados Unidos
Por normal general, muchas obras anónimas y seudónimas publicadas en Estados Unidos antes de 1989 están en el dominio público, ya que la legislación estadounidense exigía un registro de autoría (mediante aviso o solicitud en escrito de registro o renovación) para obtener o mantener la protección de los derechos de autor. Por consiguiente, todas las obras publicadas antes de 1989 sin aviso ni registro de los derechos de autor pasaron al dominio público. A su vez, obras creadas después de 1901, pero no publicadas ni registradas, pueden seguir conservando sus derechos de autor durante los 120 años siguientes a su creación (si se desconoce al autor), ya que las obras no publicadas están protegidas por derechos de autor sin necesidad de avisos ni de registro. Para las obras publicadas o registradas por primera vez a partir de 1989, los plazos de protección son de 95 años desde la publicación o 120 años desde la creación (el que venza primero).
La Ley de derechos de autor de los Estados Unidos, en su artículo 17, apartado 101.49a, define como obra anónima a un trabajo para el que no se identifica a ninguna persona física como autor, ni en ninguna de las copias creadas, en escrito o en grabaciones (en el caso de la obras musicales). La legislación estadounidense circunscribe la definición a obras creadas por personas físicas (individuos), y se centra en el anonimato voluntario. Este puede mantenerse cara al público, siendo el autor identificado por su nombre verdadero cara a las autoridades (por deseo propio o por las circunstancias; en este caso se trataría de obra anónima, pero no de autor anónimo). Si a la hora de registrar un trabajo como obra anónima el autor facilitara su identidad (nombre real) —una opción que se ofrece en la fase de la solicitud—, se crea un registro claro de autoría y titularidad de los derechos de autor, cuyo plazo puede verse ampliado o reducido de acuerdo con las circunstancias y futuras decisiones del propio autor en este respecto. En caso de que el autor quisiera mantener su propio anonimato, tiene el derecho de dejar en blanco el espacio de nombre de autor en la solicitud de registro (en cuyo caso se considera a obra y autor ambos como anónimos). A su vez, si el nombre verdadero del autor aparece en el trabajo o cualquiera de sus copias publicadas, aunque haya declarado la obra como anónima a la hora de cursar la solicitud, esta no será considerada como tal.
Una persona jurídica (empresa u organización) no puede registrar una obra como anónima. Si tras el registro de una obra anónima resultara que los derechos de la propiedad intelectual son de una persona jurídica, aunque fuera registrada como anónima, las autoridades podrán dar a conocer el nombre de la entidad, en cuyo caso la obra perderá la condición de anónima.
Todas estas disposiciones se mantienen también para obras seudónimas. También aquí, una entidad jurídica no podrá usar un seudónimo para identificarse en obras sobre las que tienen derechos de propiedad intelectual (aunque fueran creadas por personas físicas, a saber, empleados o socios). En la normativa estadounidense, en la solicitud de registro de una obra anónima solo se admite un seudónimo conformado de letras del alfabeto, pero ni números ni símbolos. También aquí, si a la hora de registrar una obra seudónima de proporcionara el nombre real del autor, se creará un registro claro de autoría y titularidad.
De las mencionadas cláusulas se entiende que, incluso cuando una obra se acredita como anónima o seudónima, existe la opción de proporcionar u omitir el nombre real del autor y otros datos identificativos (además del año de nacimiento y, en su caso, el año de fallecimiento), datos que pueden cambiar por completo el cálculo del plazo de los derechos de autor de la obra. Por tanto, cuando un usuario desea publicar, difundir o editar una obra anónima, no debe solo basarse en la fecha de la publicación original, sino comprobar que no exista un cálculo alternativo de la fecha de caducidad de los derechos de autor. En otras palabras, el anonimato en sí no impide los derechos de autor; la obra puede seguir gozando de protección aunque sea registrada como obra anónima o seudónima.
En cuanto a los mencionados plazos de 95 y 120 años, si antes de vencer el plazo de protección aplicado se diera a conocer la identidad de uno o más de los autores de una obra anónima o seudónima (mediante los registros de una inscripción realizada en virtud de la sección 408 de la ley), los derechos de autor de la obra pasarán a calcularse en función de la vida del autor o autores cuya identidad ha sido revelada. El autor de una obra anónima o seudónima puede en cualquier momento registrar su autoría en la Oficina del Derecho de Autor (USCO), aportando una declaración que identifique su condición como tal. La declaración incluirá los datos personales de la persona que la presenta, la naturaleza del interés de la misma, la fuente de la información registrada y la obra afectada, cumpliendo en forma y contenido con los requisitos de la USCO.

### América Latina

#### Argentina
La ley 11.723 sobre el Régimen Legal de la Propiedad Intelectual establece en su Artículo 3.º:
Al editor de una obra anónima o seudónima corresponderán con relación a ella los derechos y las obligaciones del autor, quien podrá recabarlos para sí justificando su personalidad. Los autores que empleen seudónimos podrán registrarlos adquiriendo la propiedad de los mismos.
Y en su Artículo 8.º:
La propiedad intelectual de las obras anónimas pertenecientes a instituciones, corporaciones o personas jurídicas, durará cincuenta años contados desde su publicación.
La ley argentina aborda también el caso de una publicación anónima en el ámbito de la prensa en el apartado Disposiciones Especiales, Artículo 28.º:
Los artículos no firmados, colaboraciones anónimas, reportajes, dibujos, grabados o informaciones en general que tengan un carácter original y propio, publicadas por un diario, revista u otras publicaciones periódicas por haber sido adquirido u obtenidos por éste o por una agencia de informaciones con carácter de exclusividad, serán considerados como de propiedad del diario, revista, u otras publicaciones periódicas, o de la agencia.

#### México
En México, la Ley Federal del Derecho de Autor establece que una obra anónima es de libre uso para el público, es decir, que cualquiera puede usar y explotar dicha obra en cualquier forma, «siempre y cuando no se conozca al autor de la misma, o bien no exista un titular sobre los derechos patrimoniales». Si en algún momento el autor decide darse a conocer públicamente con relación a una obra anónima específica, este podrá ejercer sus derechos a partir de ese momento. Cualquier uso no autorizado de la obra posterior a este hecho podría ser constitutivo de infracciones legales, si bien la situación referente a usos anteriores al mismo es algo compleja y, según qué situaciones, ambigua. Queda a responsabilidad del usuario de una obra la cual considere anónima, antes de hacer uso de ella, la verificación de su condición legal actual, con la finalidad de «evitar contingencias derivadas de una investigación deficiente respecto a la titularidad de sus derechos morales y patrimoniales». Un autor anónimo, o su representante legal, siempre puede decidir ejercer sus derechos al dar a conocer públicamente la autoría de una obra que previamente se haya divulgado en carácter anónimo.
En lo que se refiere a una copia anónima, en la legislación mexicana se define como obra o documento que no lleva firma ni se haya podido identificar al copista.

#### Perú
La Ley de Derechos de Autor de la República Peruana, define en su capítulo I, artículo 89, a una obra anónima como aquella «que no lleva la indicación del nombre del autor»; y una obra seudónima, «aquella en la que el autor está indicado con un nombre, signo o frase que no es el propio nombre del autor». En su título II, capítulo II, artículo 129, dispone:
En la obra anónima y en la publicada con seudónimo, cuyo autor no se haya revelado, el editor será considerado titular del derecho, mientras no aparezca el autor y pruebe su condición de tal.
En este respecto, el artículo 149 matiza:
Los que transformen, arreglen o traduzcan una obra, con la autorización de esta Ley y respetando la participación del autor de la obra originaria, serán considerados titulares de la nueva obra derivada.
La ley peruana distingue entre una obra originaria, que es «la constituida por la creación primigenia del autor» y una obra derivada, que «resulta de la transformación autorizada de una obra originaria, en tal medida que la nueva obra llegue a constituir una creación autónoma, mediante su adición, traducción, arreglo, adaptación, o cualquier otra forma modificativa». Esta distinción afecta, entre otros, al trato de una obra anónima.